# Брето (Ер)
Брето (фр. Brestot) насеље је и општина у северној Француској у региону Горња Нормандија, у департману Ер која припада префектури Берне.
По подацима из 2011. године у општини је живело 492 становника, а густина насељености је износила 56,36 становника/km². Општина се простире на површини од 8,73 km². Налази се на средњој надморској висини од 103 метара (максималној 139 m, а минималној 50 m).

## Демографија
| 1962. | 1968. | 1975. | 1982. | 1990. | 1999. | 2011. |
| ----- | ----- | ----- | ----- | ----- | ----- | ----- |
| 250   | 267   | 294   | 337   | 424   | 404   | 492   |

График промене броја становника у току последњих година